# Carouge
Carouge es una ciudad y comuna suiza del cantón de Ginebra.

## Historia
El burgo de Carouge se convirtió en la capital de la provincia del mismo nombre en 1780, en la época de Víctor Amadeo III de Saboya, para hacer frente a la ciudad de Ginebra. El burgo progresaría rápidamente hasta convertirse en ciudad en 1786.
Carouge fue ofrecida al cantón de Ginebra, así como otras 26 comunas, por el reino de Cerdeña, en el momento de la adhesión de Ginebra a Suiza, tras los tratados de París y del Congreso de Viena. El primer tranvía (llamado por aquel entonces ferrocarril americano) de Suiza fue colocado en la línea Carouge-Place Neuve. Después de París, Liverpool y Londres, Carouge y Ginebra disfrutan de coches sobre rieles, tirados por caballos. Estos animales fueron sustituidos por el vapor a partir de 1878, el cual sería reemplazado por la electricidad en 1894. La línea 12, existente todavía en la actualidad, fue creada en 1900 y es internacional: une Saint-Julien-en-Genevois y Annemasse, dos ciudades francesas, atravesando el cantón de Ginebra. Desde 2014, la línea 18 de tranvía también atraviesa la comuna.

## Geografía
Cerca del centro de Ginebra, forma parte de su aglomeración. Es conocida debido al Viejo Carouge (Vieux Carouge), un barrio que guarda un cierto encanto, donde las terrazas y los bares abundan con el buen tiempo. Bordeando el Arve, también es llamada la Ciudad Sarda (Cité Sarde), por razones históricas.
La ciudad limita al norte con la ciudad de Ginebra, al este con Veyrier, y al oeste con Lancy.

## Curiosidades
Algunas de las escenas de la película de Kieślowski Tres colores: Rojo se rodaron en Carouge. Aquí reside el personaje del juez Joseph Kern.